# Palača Jadran
Palača Jadran ili Palača Adria, simbol je pomorske moći Rijeke, sjedište vodećeg brodarskog poduzeća Jadrolinije.

## Povijest
Palača je sagrađena 1897. godine za brodarsko društvo "Adria", ugarsko-američkim kapitalom. Smještena je na istaknutom položaju, jednim monumentalnim pročeljem dominira vizurom čitave luke, a drugim Jadranskim trgom. Građevina predstavlja elegantan odabir visokorenesansne dekoracije. Dok je na središnjim rizalitima glavnih pročelja težnja k monumentalnosti vidljiva u velikim stupovima koje na strani prema moru nose alegorijske figure pomoraca (kapetan, kormilar, strojar i pilot), prema trgu su simboli četiri kontinenta (Japanka, Egipćanka, Indijanka i Europljanka). Izvanredne skulpture su rad kipara Sebastiana Bonomija. Brodarstvo Rijeke u viziji je svakog pomorca identificirano s tom monumentalnom građevinom koju je zasnovao riječki arhitekt Francesco Mattiassi, a izgradio Giacomo Zammattio.

## Vanjske poveznice
|  | Zajednički poslužitelj ima još gradiva o temi Palača Jadran |